# Ingenjörer utan gränser
Ingenjörer utan gränser Sverige är en ideell, politisk och religiöst obunden organisation. Ingenjörer utan gränser är det svenska namnet på organisationen som numera heter Engineers Without Borders Sweden
Organisationen arbetar med utmaningar kopplade till FN:s globala mål för hållbar utveckling genom utbildning, jämlikhet och infrastrukturprojekt både i Sverige och internationellt. Infrastrukturprojekten handlar bland annat om tillgång till vattenförsörjning, energi, sanitet och kommunikation. I Sverige drivs bland annat seminarier och organisationen inspirerar unga att bli ingenjörer.
Genom förbättringar inom utbildning, jämlikhet, energifattigdom, vattenförsörjning och sanitet strävar organisationen efter att ha en hållbar och långsiktig påverkan både lokalt och för vår planet som helhet.
Organisationens tagline är "Engineering for Humanity".
Generalsekreterare var under perioden 2007-2022 Caroline Bastholm. Sedan 2023 är Caroline Edelstam generalsekreterare. Styrelseordförande är sedan 2024 Jan Burenius.
Organisationen, som grundades 2007, har sitt ursprung på Chalmers Tekniska Högskola i Göteborg, och finns idag representerad med lokala arbetsgrupper på Luleå Tekniska Universitet, Uppsala Universitet, Kungliga Tekniska Högskolan, Örebro Universitet, Tekniska högskolan vid Linköpings universitet, Chalmers Tekniska Högskola, Lunds Tekniska Högskola och Malmö Universitet. 
I juni 2023 gick organisationen OpenHack samman med Ingenjörer utan gränser. Samma år blev den svenska organisationen officiellt en del av det internationella nätverket Engineers Without Borders International.
Organisationen finansieras i huvudsak genom stöd från svenska företag, samt genom sökta medel från stiftelser och fonder, samt till viss del genom insamlingsaktiviteter riktade till allmänheten. Ingenjörer utan gränser har 90-konto. 